# Niepewność

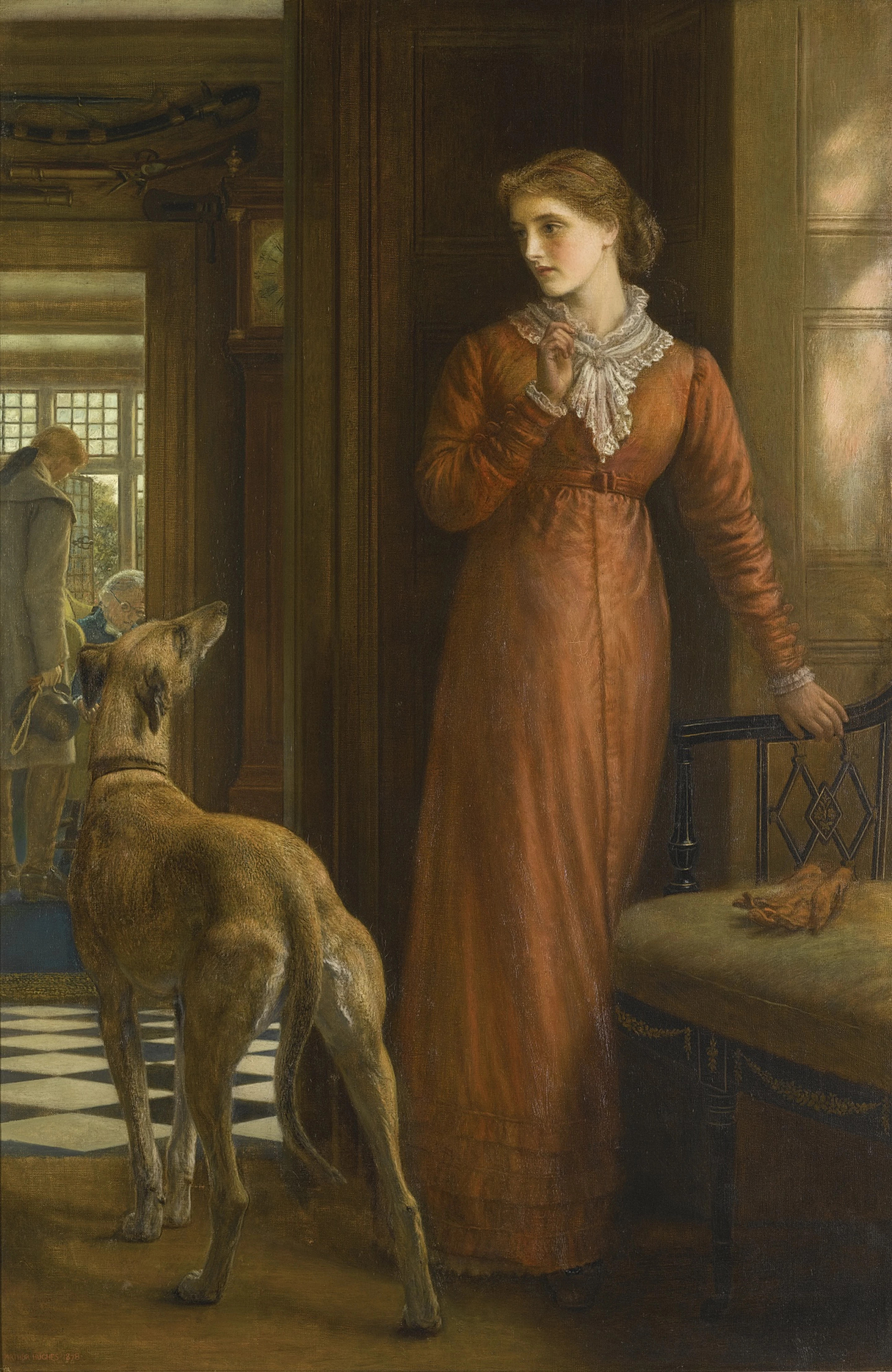
Niepewność – obraz Arthura Hughesa, 1878

Niepewność – stan psychiczny, w którym ktoś nie jest pewny prawdziwości danego zdania lub nie jest pewny skutków jakiegoś działania.

## Niepewność w teorii decyzji
Niepewność jako pojęcie teorii decyzji oznacza sytuację, w której określone decyzje mogą spowodować różne skutki, w zależności od tego, który z możliwych stanów rzeczy zajdzie, przy czym nie są znane prawdopodobieństwa wystąpienia poszczególnych z nich.
Formalnie, decyzjami podejmowanymi w warunkach niepewności nazywamy taką klasę problemów decyzyjnych, w której dla przynajmniej jednej decyzji nie jest znany rozkład prawdopodobieństwa konsekwencji.
Przykład: Mamy pomysł na nowy produkt i chcemy zdecydować, czy otworzyć firmę zajmującą się produkcją i sprzedażą tego produktu. Nie jesteśmy w stanie określić prawdopodobieństwa sukcesu naszej firmy, jednak pomimo tego decydujemy się zaryzykować. Podjęliśmy decyzję w warunkach niepewności.
W praktyce prawie zawsze w wypadku niepewności określamy prawdopodobieństwo subiektywne zajścia danej konsekwencji.

## Niepewność w ekonomii

### Niepewność w głównym nurcie ekonomii
W głównym nurcie ekonomii, niepewność jest rozumiana jako problem decyzyjny, w którym określone decyzje powodują różne skutki, w zależności od tego, który z możliwych stanów rzeczy zajdzie. Inaczej jednak, niż w przypadku teorii decyzji, ekonomiści najczęściej zakładają, że w takiej sytuacji najczęściej decydent zna rozkład prawdopodobieństwa wystąpienia określonych stanów rzeczy. W związku z tym, najczęściej przyjmowanym w ekonomii rozwiązaniem problemu działania w warunkach niepewności jest maksymalizacja wartości oczekiwanej, czyli wybranie tego działania, którego wartość oczekiwana jest największa. Zjawisko niepewności w głównym nurcie ekonomii jest wykorzystywane do modelowania rynku ubezpieczeń.

### Niepewność wszkole austriackiej
Przedstawiciele austriackiej szkoły ekonomicznej uważają, że niepewność jest nieodłącznym elementem każdego ludzkiego działania. Jest tak dlatego, że gdyby dany człowiek znajdował się w stanie pewności, to albo nie miałby bodźców do działania, albo działałby w sposób automatyczny. Podobnie jak teoretycy decyzji, ekonomiści austriaccy uważają, że człowiek w warunkach niepewności nie zna prawdopodobieństw wystąpienia poszczególnych stanów rzeczy, które mają wpływ na wynik działania. Jest tak ich zdaniem dlatego, że prawdopodobieństwo matematyczne dotyczy zdarzeń powtarzalnych (rzutów kostką, losowaniem kulek, itp.), podczas gdy w rzeczywistości najczęściej mamy do czynienia ze zdarzeniami niepowtarzalnymi. Źródłem niepewności jest nie losowość zdarzeń, jak zdaniem szkoły austriackiej przyjmują ekonomiści głównego nurtu, ale fakt, że o wystąpieniu zdarzeń jednostkowych decyduje wiele czynników, z których tylko część jest znana i możliwa do uwzględnienia przy podejmowaniu decyzji.